# ARA San Luis (S-32)
«Сан-Луис» (исп. ARA San Luis (S32)) — аргентинская подводная лодка типа 209, седьмой корабль аргентинских ВМС (исп. Armada de la República Argentina, ARA), названный в честь провинции Сан-Луис. Единственная предположительно сумевшая прорвать английскую морскую блокаду во время Англо-аргентинского конфликта 1982 года.

## Постройка
«Сан-Луис» была второй лодкой данного типа, построенной для ARA. Однотипная с ней «Сальта» (ARA Salta, S-31) вступила в строй в феврале 1973 года.
Заказ на постройку «Сан-Луис» был выдан 30 апреля 1969 года, а 16 июня того же года размещен на верфи Howaldtswerke-Deutsche Werft в Киль, Германия. Срок постройки предусматривался 36 месяцев. Секции лодки (бортовой номер S-32) изготавливались в Германии, а собирались на верфи TANDANOR, под Буэнос-Айресом. Собранный корпус был спущен на воду 3 апреля 1973 года, окрещён супругой губернатора провинции Сан-Луис. (В ARA принято называть подводные лодки в честь провинций на S).
24 мая 1974 года лодка вошла в состав Командования подводных сил (COFS), с базированием на Мар-дель-Плата, а 23 августа на ней был поднят военно-морской флаг.

## Начало службы
После приписки к COFS лодка прошла все этапы боевой подготовки, полагающиеся кораблям и летательным аппаратам ARA. 9 октября 1975 года, приняв полный запас топлива и предметов снабжения, S-32 вышла в 50-дневное автономное плавание, с задачей патрулировать назначенные районы Южной Атлантики, включая зону Фолклендских островов. В частности, выполнялось фотографирование берега и отработка выхода в атаку на имеющиеся в зоне корабли и суда. Общей целью похода была проверка боевых возможностей лодки.
В конце 1978 года разногласия по статусу островов Пиктон, Леннокс и Исла-Нуэва в проливе Бигл (Огненная Земля) привели к ухудшению отношений Аргентины с Чили. 22 декабря 1978 года Аргентина начала операцию «Суверенитет» (исп. Operación Soberanía) — военную оккупацию островов. Флот, выполняя приказ исполнительной власти, отправил к югу большие силы. S-32 вместе с остальными кораблями вошла в зону конфликта и заняла назначенную ей позицию. Когда столкновение казалось уже неминуемым, вмешательство папы Иоанна-Павла II предотвратило военные действия. Лодка вернулась в базу Мар-дель-Плата.

## Фолклендская война
С началом боевых действий в Южной Атлантике, в конце апреля 1982 года «Сан-Луис» и «Сальта» получили приказ проникнуть в зону блокады вокруг Фолклендских островов, вести наблюдение и разведку и атаковать обнаруженные цели. Вскоре после выхода «Сальта» доложила о проблемах с механизмами — шумность лодки повысилась, и устранить её силами экипажа не удалось. «Сан-Луис» продолжила поход в одиночку. Командовал лодкой «капитан де корвета» Фернандо Аскуэта (исп. Capitan de Corbeta Fernando Azcueta).

### 1 мая 1982
Исходная позиция была ему назначена к северо-востоку от островов. Из данных разведки англичане знали о возможном присутствии лодки. Утром 1 мая фрегаты HMS Brilliant и HMS Yarmouth начали противолодочный поиск при поддержке вертолётов «Си Кинг» 826-й эскадрильи с вертолётоносца HMS Hermes, командир звена — лейтенант-коммандер Хогг (англ. A. J. M. Hogg).
В 10:00 Аскуэта, по его словам, обнаружил крупный боевой корабль. Точнее определить его класс он не мог из-за дымки, но был уверен что корабль британский и предположил, что это эсминец. Произведя залп, он не услышал взрывов в расчётное время. Из-за послезалпового маневрирования результаты в перископ он тоже не наблюдал. С запозданием против расчётного на лодке слышали один взрыв, но признаков попадания в цель не было. Командир заключил, что неисправны как компьютер торпедной стрельбы, так и система наведения торпед по проводам — один провод оказался оборван, остальные явно не сработали. Закончив манёвр уклонения, Аскуэта положил лодку на грунт и скомандовал тишину в лодке.
С британской стороны не обнаружили не только лодки, но и торпед, и потому продолжали поиск в прежнем режиме. Фрегаты использовали подкильные ГАС в активном режиме, вертолёты — опускаемые пассивные ГАС и гидроакустические буи. Поиск продолжался непрерывно до темноты, с использованием сменных экипажей вертолётов и дозаправок без посадки в режиме зависания. Было сброшено 2 торпеды и 6 глубинных бомб по возможным контактам, безрезультатно. Ночью поиск продолжили только фрегаты.
В своём рапорте Аскуэта отметил, что слышал разрывы, но они были слишком далеко, чтобы представлять опасность. Он заключил, что глубинные бомбы предназначены не столько уничтожить его, сколько заставить уйти на глубину. Что он и сделал. Аскуэта никогда не утверждал, что надёжно опознал цель, или что был уверен в результатах атаки. Но аргентинская пропаганда охотно подхватила повод для домыслов. Чаще всего утверждалось, что S-32 торпедировала противолодочный авианосец HMS Invincible, хотя он в тот момент находился в 180 милях к северо-западу. Другим «кандидатом» стал HMS Exeter, эсминец типа 42, хотя в это время он был в Вест-Индии, и присоединился к эскадре только 21 мая. Вероятнее всего, Аскуэта наблюдал в перископ HMS Brilliant, который по размерам не меньше эсминца.

### 10-11 мая 1982
В результате потери крейсера «Генерал Бельграно» 2 мая 1982 года, остальные надводные силы Аргентины были отозваны в свои воды. «Сан-Луис» осталась единственным аргентинским кораблём в зоне конфликта.
В ночь с 10 на 11 мая фрегат HMS Alacrity, командир — коммандер Крейг (англ. C. J. S. Craig) вошёл в Фолклендский пролив с задачей вскрытия береговой обороны и минной опасности. Около полуночи артиллерийским огнём он потопил неопознанное судно, не ответившее на сигнал. Завершив разведку, Alacrity в паре с дожидавшимся HMS Arrow вышли из пролива через северо-восточный проход.
Именно в этом районе теперь находилась S-32. Согласно рапорту командира, он обнаружил два корабля, предположительно эсминца, входивших в район его патрулирования. Используя данные гидроакустики и ручное наведение, он вышел в атаку и в 01:40 11 мая выстрелил одиночную торпеду с дистанции 2,5 мили. Результат атаки снова был неясен. Согласно рапорту, «оба корабля полным ходом покинули район». Контратаки противолодочных сил не было.
Позже HMS Arrow поднял на борт противоторпедную ловушку (имитатор), которую буксировал на переходе. Оказалось что она повреждена, но не взрывом. Повреждение отнесли на касание грунта. Позже, учитывая сообщения в прессе, некоторые эксперты стали утверждать, что повреждение было от торпеды. Однако это остаётся спорным. Если это была торпеда, то она опять не взорвалась и не была обнаружена акустикой.

«Сан-Луис» продолжала патрулирование, пока не пришёл приказ (в тот же день) возвращаться в базу. Считается, что 
…в ARA решили, что пропагандистская ценность лодки от дальнейшего пребывания в море не повысится.
О военной ценности уже не упоминалось. Реально она состояла в непропорционально больших усилиях, затраченных британцами в первые дни на противолодочную оборону, и связанном с этим напряжении. Например, 2 мая корабли, пришедшие на помощь повреждённому ракетой HMS Sheffield, докладывали об активности подводных лодок, хотя послевоенное сравнение донесений показывает, что лодок поблизости не было.

### Итоги
17 мая 1982 года «Сан-Луис» вернулась в Мар-дель-Плата и приступила к ремонту торпедных аппаратов. Боевые действия закончились раньше, чем она была готова к следующему выходу. Материальный урон от действий лодки был нулевым. Несмотря на это, она считается единственным аргентинским кораблём, сумевшим прорвать зону полной блокады (англ. Total Exclusion Zone, TEZ) объявленную британцами. Но здесь проявляется классический «парадокс субмарины»: если она поразила цель, то потеряла скрытность, а если осталась необнаруженной, то не понятно была ли она там вообще. На 2009 год оперативные документы S-32 от того похода остаются недоступны.
Надёжность же открытых источников сомнительна. Так, хотя Аскуэта не заявил твердо, что попал в кого-нибудь, это не помешало аргентинской пропаганде объявлять то один, то другой корабль торпедированным или даже потопленным. Британская пресса, вместо того чтобы подойти к сообщениям критически, в большинстве следовала этой истории. Когда Invincible вернулся в базу, его моряки с удивлением услышали, что они, оказывается, потоплены.
Ещё показательный факт. После смены правительства Национальным Конгрессом Аргентины проводились награждения участников конфликта. Были выпущены награды трёх степеней: высшая — за выдающуюся храбрость (2 или 3 награждённых); вторая — за отличие в бою (около 80 награждённых); и нашивка для всех участвовавших. Фернандо Аскуэта получил награду второй степени со скромной формулировкой: «От Национального Конгресса — Фернандо Аскуэта, воевавшему при Мальвинах».

## Конец службы
Служба «Сан-Луис» продолжалась ещё 15 лет. Так, в 1990 году она провела 59 дней в море без перерыва, в том числе 799 часов в подводном положении, и прошла 6253 мили. В том же походе участвовала в совместных упражнениях с новым корветом «Паркер».
В 1994 году встала на модернизацию на верфь Manuel Domecq García, где в частности были заменены электромотор и все 480 элементов аккумуляторной батареи. Однако, по формальным причинам, ремонт не был завершён, и лодка осталась на верфи. Приказом Начальника генерального штаба № 69/95 «C» от 23 апреля 1997 года она была объявлена непригодной к службе и выведена из активного состава, в ожидании продажи или ликвидации. Были частные инициативы по превращению её в музей Фолклендской (аргентинцы называют Мальвинской) войны, но без результата.